# 日ノ丸自動車
日ノ丸自動車株式会社（ひのまるじどうしゃ、英: HINOMARU BUS CO.,LTD.）は、主に鳥取県でバスを運行する事業者である。本社は鳥取県鳥取市。通称・日ノ丸バス。
航空事業として全日空鳥取地区と米子地区の総代理店業務も扱う。かつて鉄道事業として法勝寺電鉄線も扱い、同社に合併された米子交通はそれ以前に米子電車軌道と称して路面電車を営業していた。詳しくは各路線項目を参照。

## 歴史
- 1910年（明治43年） 松尾牛蔵が米子町（現・米子市）でハイヤー事業（通称・明治屋）を開始。
- 1917年（大正6年） ハイヤー事業が山陰自動車となり、関連会社として鳥取市に山陰自動車（米子の山陰自動車とは別会社、後の鳥取自動車）を設立。バス事業を開始。
- 1924年（大正13年）7月8日 法勝寺鉄道が米子町（後の米子市） - 大袋間を開業。
- 1924年（大正13年）8月12日 法勝寺鉄道が大袋 - 法勝寺間を開業。
- 1925年（大正14年）2月12日 法勝寺鉄道は伯陽電鉄に社名を変更。
- 1930年（昭和5年）1月1日 伯陽電鉄が阿賀 - 母里間の支線を開業。
- 1930年（昭和5年）7月31日 鳥取自動車を母体として鳥取県東部のバス事業者8社が合併し、日ノ丸自動車を設立[3]。
- 1933年（昭和8年）11月 山陰自動車（米子）と（旧）日ノ丸自動車（鳥取）が合併し、（新）日ノ丸自動車となる。本社（鳥取）・米子支店を設立。
- 1935年（昭和10年）6月 倉吉支店を設立。
- 1936年（昭和11年）10月10日 鳥取県のバス事業者の統合が実現する。
- 1944年（昭和19年）1月1日 伯陽電鉄が阿賀 - 母里間の支線を休止。
- 1944年（昭和19年）10月31日 伯陽電鉄と広瀬鉄道（荒島 - 出雲広瀬間）が合併し、山陰中央鉄道となる。
- 1948年（昭和23年）4月1日 山陰中央鉄道広瀬線を島根鉄道（後の一畑電気鉄道広瀬線）として分離。
- 1949年（昭和24年） 日ノ丸自動車が米子交通（旧・米子電車軌道。軌道線は1938年11月廃止）を吸収合併。
- 1949年（昭和24年）3月 播美支社（兵庫県南西部・岡山県北部）を神姫合同自動車（現・神姫バス）に売却。
- 1950年（昭和25年）4月20日 神姫合同自動車（現・神姫バス）と共同運行で国道29号を走る急行バス姫路 - 鳥取線を運行開始（後に高速バスへ移行、いったん廃止の後、現在は運行再開）。
- 1953年（昭和28年）9月15日 日ノ丸自動車が山陰中央鉄道を吸収合併し、法勝寺電鉄線とする。
- 1954年（昭和29年）2月11日 大東京観光自動車[4] を設立（後に東京近鉄観光バス（近鉄グループ）、クリスタル観光バスを経て大阪バスに譲渡、現・東京バス）。
- 1957年（昭和32年）2月1日 ハイヤー事業を日ノ丸ハイヤー、トラック事業を日ノ丸トラック（現・日ノ丸西濃運輸）として分離[3]。
- 1959年（昭和34年）9月17日 休止中の法勝寺電鉄線支線阿賀 - 母里間を廃止。
- 1966年（昭和41年）7月19日 昼行特急バス大阪 - 鳥取線「大阪特急バス」を運行開始。
- 1967年（昭和42年）5月15日 法勝寺電鉄線を廃止。
- 1967年（昭和42年）8月 全日本空輸総代理店鳥取航空営業所開設。[3]
- 1971年（昭和46年）1月4日 昼行特急バス大阪 - 鳥取線を廃止。(事実上は譲渡)
- 1982年（昭和57年） この年3回に分けて日本交通との間で鳥取県内における競合路線の単独運行化を実施。
- 1985年（昭和60年）6月 各種物販事業開始。[3]
- 1987年（昭和62年）9月3日 本社・鳥取営業部を現在地に移転[3]。
- 1988年（昭和63年）5月17日 日本交通・京浜急行電鉄（現・京浜急行バス）と共同運行で夜行高速バス東京 - 鳥取線・東京 - 米子線「キャメル号」を運行開始（後に鳥取線は倉吉まで延長）。
- 1988年（昭和63年）5月17日 一般貸切旅客自動車運送事業の旅行業部門として、株式会社日ノ丸観光トラベル（現連結子会社）設立。[3]
- 1994年（平成6年）4月1日 宝木駅 - 下坂本 - 上宿 - 鹿野線を廃止し、宝木駅 - 下坂本 - 上宿間は気高町福祉バス（現・鳥取市気高循環バス）に代替。
- 1997年（平成9年）7月 倉吉支店を営業所に組織変更。
- 1998年（平成10年）10月1日 高速バス姫路 - 鳥取線から撤退、神姫バスの単独運行となる。
- 2001年（平成13年）4月1日 鳥取県東部で大規模な路線再編を実施。
- 2003年（平成15年）8月 資本金を3億4,000万円から1億円へ減資[3]。
- 2007年（平成19年）
  - 1月 智頭町から智頭町内循環バス「すぎっ子」を受託運行開始[3]。
  - 4月
    - 境港市から市内循環バス「はまるーぷバス」を受託運行開始[3]。
    - 伯耆町から伯耆町内循環バス受託運行開始[3]。
- 2008年（平成20年）
  - 4月 南部町から南部町内循環バス「ふれあい」を受託運行開始[3]。
  - 5月 琴浦町から町内循環バスを受託運行開始[3]。
- 2010年（平成22年）
  - 3月
    - 三朝温泉 - 鳥取空港連絡バスを日ノ丸ハイヤーへ移管[3]。
    - 神姫バスとの共同運行による高速バス「鳥取 - 姫路」線運行再開[3]（のちに神姫バスが2023年9月30日をもって運行から撤退[5]）。
- 2016年（平成28年）3月16日 一畑バスと共同運行で、高速バス「鳥取 - 出雲」線運行開始[6]。
- 2017年（平成29年）8月4日 この日より、高速バス「鳥取 - 出雲線」を「鳥取 - 松江線」に短縮。
- 2018年（平成30年）8月1日 大山日ノ丸証券により株主コミュニティが組成される[7]。
- 2019年（平成31年）2月28日 この日をもって、高速バス「鳥取 - 松江線」を廃止[8]。
- 2020年（令和2年）9月30日 この日をもって、路線バス「米子 - 松江線」を廃止[9]（廃止後は松江市交通局、イエローバスが補完）。
- 2021年（令和3年）
  - 3月15日 この日をもって、高速バス「キャメル号」（東京 - 鳥取線・東京 - 米子線）を廃止[10][11][12]。
  - 10月1日 三朝町から三朝町営バス「みささサンサンバス」を受託運行開始（既存の小河内線と穴鴨線の大半の便を町営バスのデマンド便として運行）。
- 2023年（令和5年）4月1日 日本交通と共同で受託運行する鳥取市コミュニティバスのくる梨に交通系ICカード「ICOCA」を導入。カードやICOCA定期券は日本交通が発売元となり、鳥取駅バスターミナルで販売を行う（自社での発売は無し）。

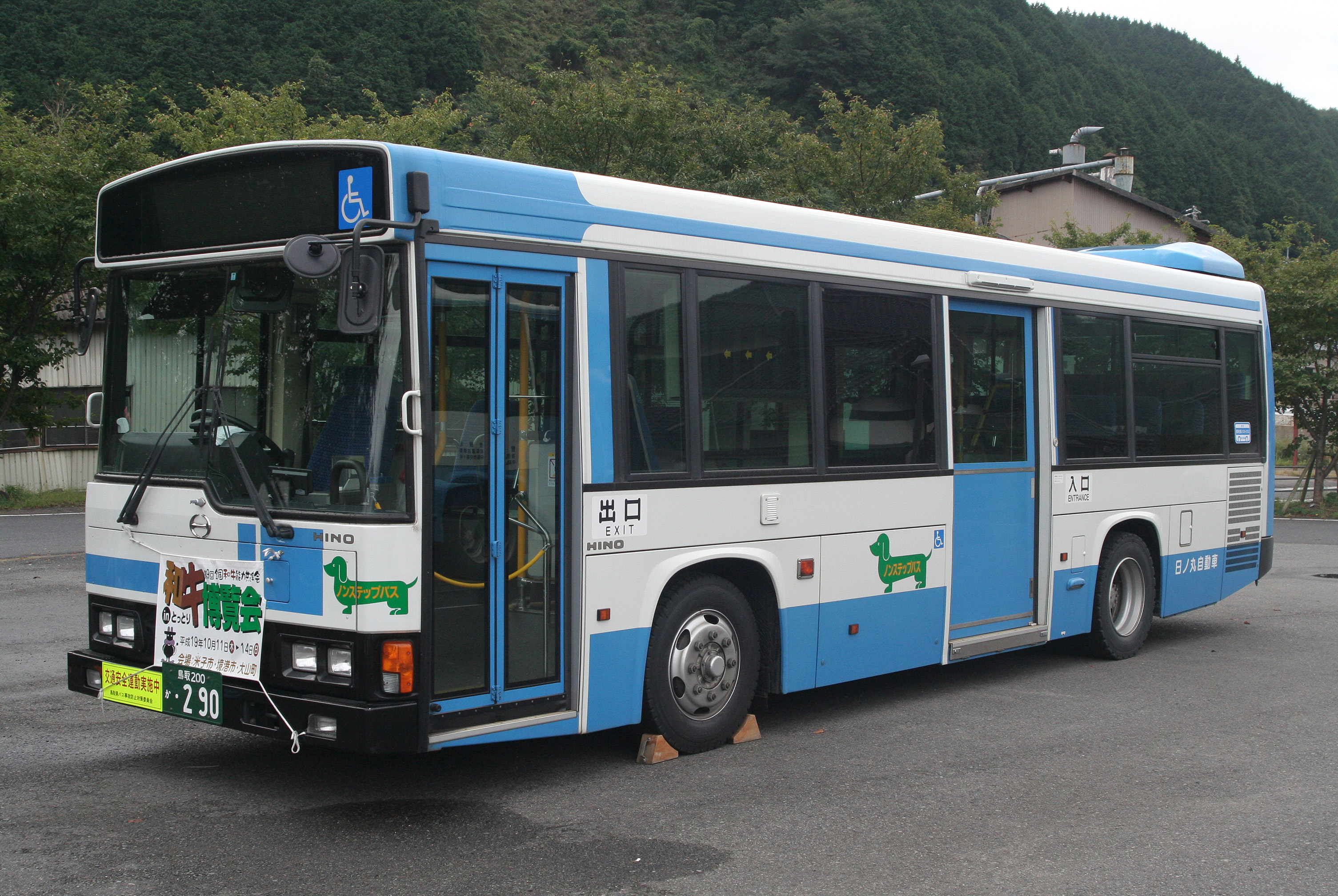
ノンステップバス
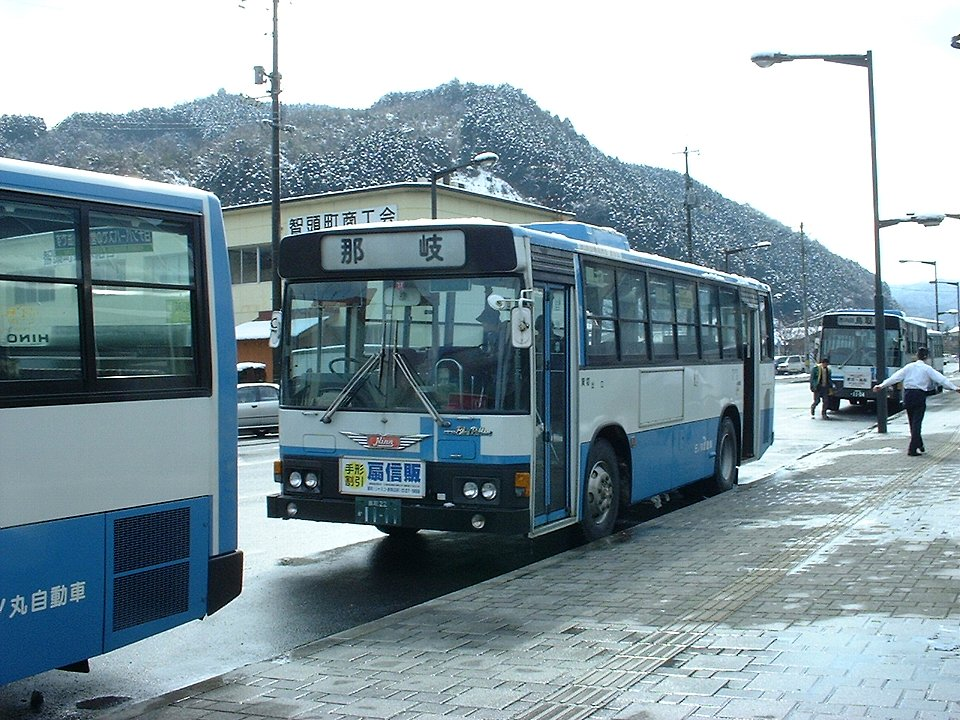
智頭町にて（現在、この行先は智頭町民すぎっ子バスとなっている。）
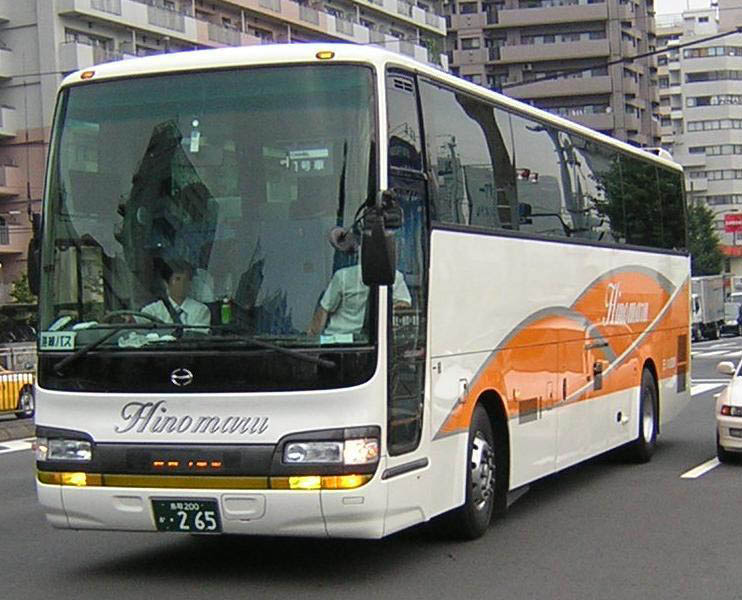
夜間高速バス「キャメル号」用車両 品川バスターミナル附近にて
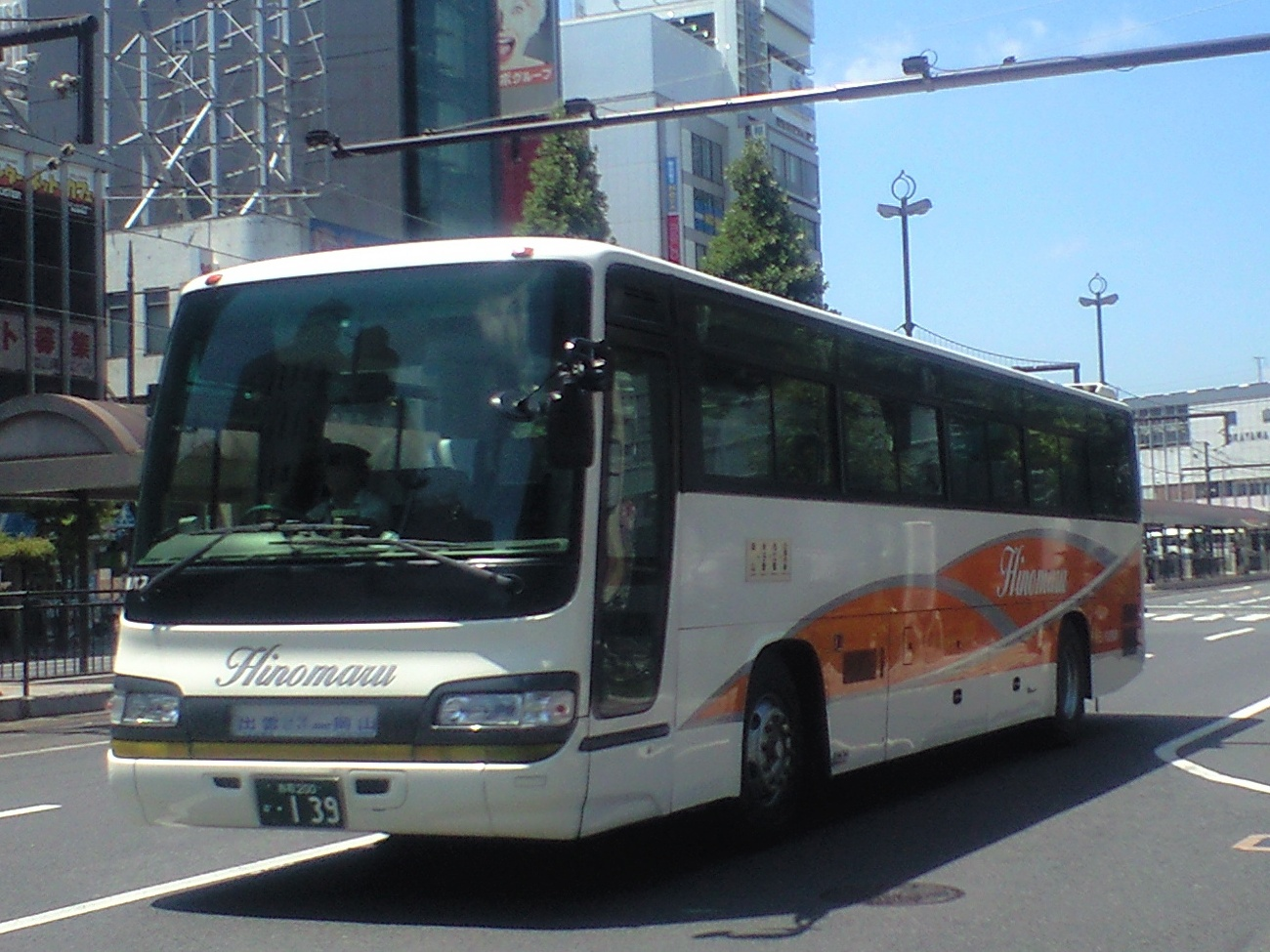
高速バス「ももたろうエクスプレス」用車両 岡山駅前付近にて
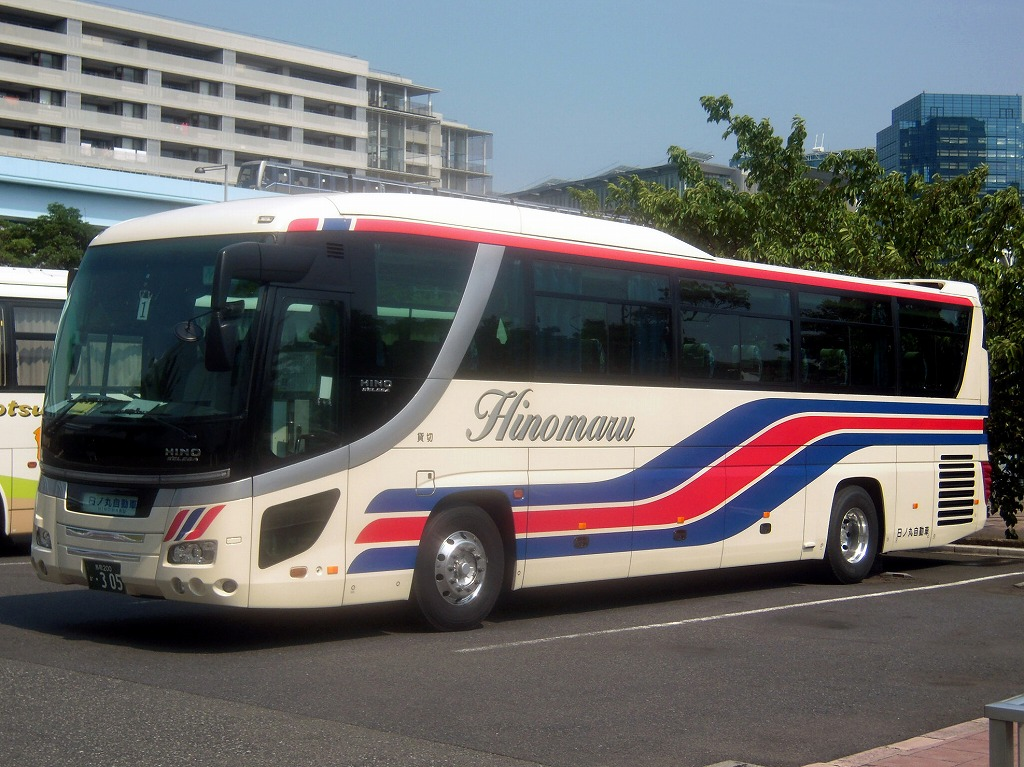
貸切バス

## 各営業所（車庫）所在地
太字は営業所、細字は操車場。
- 本社・鳥取営業部
  - 鳥取県鳥取市古海620
- 河原車庫
  - 鳥取県鳥取市河原町谷一木1032
- 用瀬車庫
  - 鳥取県鳥取市用瀬町古用瀬510
- 佐治車庫
  - 鳥取県鳥取市佐治町加茂1291
- 智頭車庫
  - 鳥取県八頭郡智頭町智頭2061-1
- 中河原車庫
  - 鳥取県鳥取市国府町中河原
- 吉岡温泉車庫
  - 鳥取県鳥取市吉岡温泉町
- 鹿野車庫
  - 鳥取県鳥取市鹿野町鹿野85-1
- 倉吉営業所（海田車庫）
  - 鳥取県倉吉市海田西町2-48
- 生田車庫
  - 鳥取県倉吉市生田359
- 中野上車庫
  - 鳥取県倉吉市中野

- 岡車庫
  - 鳥取県倉吉市岡（風宮神社鳥居前）
- 三朝車庫
  - 鳥取県東伯郡三朝町三朝
- 穴鴨車庫
  - 鳥取県東伯郡三朝町穴鴨482
- 赤碕車庫
  - 鳥取県東伯郡琴浦町赤碕1087-2
- 米子支店（祇園町車庫）
  - 鳥取県米子市祇園町2-241
- 下葭津車庫
  - 鳥取県米子市大篠津町
- 境港車庫
  - 鳥取県境港市蓮池町90
- 法勝寺車庫
  - 鳥取県西伯郡南部町鴨部110-2
- 御内谷車庫
  - 鳥取県西伯郡南部町御内谷1205（雲光寺駐車場）
- 溝口車庫
  - 鳥取県西伯郡伯耆町溝口371-1
- 根雨車庫
  - 鳥取県日野郡日野町高尾104

## 主なターミナル
- 鳥取駅バスターミナル(持分法子会社:鳥取バスターミナル所有[3])
- 鳥取砂丘
- 鳥取空港

- 倉吉駅
- 米子駅
- 皆生温泉観光センター
- 米子空港

- 境港駅
- 松江駅（高速バスのみ）
- 出雲市駅（高速バスのみ）

## 路線

### 高速バス
詳細な運行案内および発券業務・共同運行に関する事項は、当該記事および#外部リンクの日ノ丸自動車サイトを参照のこと。
- プリンセスバード号（鳥取 - 姫路線）
  - 鳥取大学前・日ノ丸本社前・鳥取駅 - 姫路駅
- 新倉吉街道エクスプレス（倉吉・真庭 - 岡山線）
  - 倉吉営業所 - 岡山駅西口
- ももたろうエクスプレス（出雲・松江・米子 - 岡山線）<一畑バス・両備ホールディングス・中鉄バス・JRバス中国>
  - 出雲市駅 - 岡山駅西口
- メリーバード号（鳥取・倉吉・真庭 - 広島線）<日本交通>
  - 鳥取駅 - 広島バスセンター
- メリーバード号（米子 - 広島線）<日本交通・広島電鉄>
  - 米子駅 - 広島バスセンター

### 空港連絡バス
詳細な運行案内および発券業務・共同運行に関する事項は、#外部リンクの日ノ丸自動車サイトを参照のこと。
- 鳥取 - 鳥取砂丘コナン空港線
  - [20] 鳥取駅 - 鳥取砂丘コナン空港
- 米子 - 米子鬼太郎空港線
  - [AP] ANAクラウンプラザホテル米子・米子駅 - 米子鬼太郎空港
  - 全日本空輸(ANA)便に接続。

### 周遊バス
- 鳥取砂丘コナン空港周遊バス
  - 鳥取砂丘コナン空港 - 鳥取港 - 鳥取砂丘
    - 土曜・休日のみ運行。
- ゑびすライナー
  - 米子鬼太郎空港 - 境港駅 - 美保神社前 - 美保関灯台
    - 土曜・日曜・祝日のみの運行。

### 一般路線バス
詳細な運行案内は#外部リンクの日ノ丸自動車サイトを参照のこと。
- （停留所名）は一部の便のみ停車。＜停留所名/停留所名＞はどちらかを経由。

わいわいパス（米子地域バス電子チケット）はジタル乗車券の販売も開始しており、「RYDE PASS」アプリで購入可能となっている。

#### 東部（鳥取地区）
2022年4月1日より原則として全便スロープ付き車両（ノンステップバス・ワンステップバス）で運行（鳥取市南部地域で共同運行を行っている乗合タクシーを除く）。
2021年10月1日より路線番号（行先番号）を変更した。なお、鳥取駅行についても同一番号となる。これに伴い、鳥取駅バスターミナルののりばが変更され、路線番号の十の位は同日以降ののりば番号と連動している（一部例外あり）。
路線番号が50番台（50・51・53・54）は数字の前後(松上線は上りのみ)にLがつく便（上り・下り）、70・80番台（77・80・81・82・83・84・85）で数字の前にRがつく便（下り）・数字の後ろにLがつく便（上り）は県庁回り便（L：若桜街道→智頭街道、R：智頭街道→若桜街道）。
- [39] 鳥取駅 - （若桜街道経由） - 県庁日赤前 - 湯所 - 相生町 - 丸山 - 覚寺口 - 鳥取砂丘
  - 観光地路線のため基本的に大型車で運行されている。
- [31] 鳥取駅 - （若桜街道経由） - 県庁日赤前 - 湯所 - 相生町 - 東秋里 - 中央病院（全便日本交通の担当）
- [30] 鳥取駅 - 寿町 - 新品治 - 相生町 - 東秋里 - 中央病院（全便日本交通の担当）
  - 寿町・新品治経由は土曜・休日運休。
  - [41・41H・41Z] 鳥取駅 - 鹿野営業所線（全便日ノ丸自動車の担当）の一部便が中央病院経由（[41Z]）で運行されている関係上、日ノ丸自動車との共同運行扱いとなる。
- [61] 鳥取駅 - 富安 - 南大橋 - 雲山日交（全便日本交通の担当）
- [62] 鳥取駅 - 富安 - 南大橋 - 雲山日交 - 市立病院（全便日本交通の担当）
- [63] 鳥取駅 - 富安 - 大覚寺口 - 雲山日交 - 市立病院（全便日本交通の担当）
  - 上記3路線は雲山日交で日本交通の雲山日交 - 大路橋 - 米里小学校前 - 越路線（予約制乗合タクシー）に接続。
- [69] 鳥取駅 - 生協病院前 - 東富安 - 大覚寺 - 市立病院（全便日本交通の担当）
- [95] 鳥取駅 - 吉成 - 南吉成 - 市立病院（全便日ノ丸自動車の担当）

以上は日本交通と共同運行（全便日本交通の担当となる路線についても定期券は共同運行扱い。）。
- [40N] 鳥取駅 - （若桜街道経由） - 片原 - 新品治 - 西品治 - 安長 - 鳥取警察署入口 - 〔イオン正面入口 → イオン鳥取北〕（循環）
  - 土曜・休日のみ運行。
- [49]（左回り）/[48]（右回り） 鳥取駅 - （若桜街道経由） - 県庁日赤前 - 湯所 - 相生町 - 安長 - 湖山駅前 - 鳥商前 - 湖陵高校前 - 賀露大橋 - イオン鳥取北 - 鳥取警察署入口 - 安長 - 相生町 - 湯所 - 県庁日赤前 - （若桜街道経由） - 鳥取駅（循環）
- [43] 鳥取駅 - （若桜街道経由） - 県庁日赤前 - 湯所 - 相生町 - 安長 - 湖山駅前 - 鳥商前 - 鳥取大学前 - 鳥大附属校
  - 土曜・休日運休。
- [43N] 鳥取駅 - （若桜街道経由） - 片原 - 新品治 - 西品治 - 安長 - 湖山駅前 - 鳥商前 - 鳥取大学前 - 鳥大附属校
  - 土曜・休日運休。
- [46] 鳥取駅 - （若桜街道経由） - 県庁日赤前 - 湯所 - 相生町 - 安長 - 湖山駅前 - 鳥商前 - 湖山西 - 中ノ茶屋 - 〔県営住宅 → 美萩野団地 → 団地東〕（循環）
- [46] 鳥取駅 - （若桜街道経由） - 県庁日赤前 - 湯所 - 相生町 - 安長 - 湖山駅前 - 鳥商前 - 湖陵高校前 - 附属特別支援学校前 - 中ノ茶屋 - 〔県営住宅 → 美萩野団地 → 団地東〕（循環）
- [46H] 鳥取駅 - （若桜街道経由） - 県庁日赤前 - 湯所 - 相生町 - 安長 - 湖山駅前 - 鳥商前 - 湖山西 - 鳥取医療センター - 中ノ茶屋 - 〔県営住宅 → 美萩野団地 → 団地東〕（循環）
- [46H] 鳥取駅 - （若桜街道経由） - 県庁日赤前 - 湯所 - 相生町 - 安長 - 湖山駅前 - 鳥商前 - 湖陵高校前 - 附属特別支援学校前 - 鳥取医療センター - 中ノ茶屋 - 〔県営住宅 → 美萩野団地 → 団地東〕（循環）
- [46N] 鳥取駅 - （若桜街道経由） - 片原 - 新品治 - 西品治 - 安長 - 湖山駅前 - 鳥商前 - 湖山西 - 中ノ茶屋 - 〔県営住宅 → 美萩野団地 → 団地東〕（循環）
- [45] 鳥取駅 - （若桜街道経由） - 県庁日赤前 - 湯所 - 相生町 - 安長 - 湖山駅前 - 鳥商前 - 湖山西 - 中ノ茶屋 - 団地東 - 美萩野団地 - 福井 - 松原 - 湖南学園前 - 吉岡温泉
- [45] 鳥取駅 - （若桜街道経由） - 県庁日赤前 - 湯所 - 相生町 - 安長 - 湖山駅前 - 鳥商前 - 湖陵高校前 - 附属特別支援学校前 - 中ノ茶屋 - 団地東 - 美萩野団地 - 福井 - 松原 - 湖南学園前 - 吉岡温泉
- [45H] 鳥取駅 - （若桜街道経由） - 県庁日赤前 - 湯所 - 相生町 - 安長 - 湖山駅前 - 鳥商前 - 湖山西 - 鳥取医療センター - 中ノ茶屋 - 団地東 - 美萩野団地 - 福井 - 松原 - 湖南学園前 - 吉岡温泉
- [45] 福井 - 松原 - 湖南学園前 - 吉岡温泉
  - 鳥取市立湖南学園の通学時間帯のみ運行。土曜・休日運休。
- [44] 鳥取駅 - （若桜街道経由） - 県庁日赤前 - 湯所 - 相生町 - 安長 - 湖山駅前 - 鳥商前 - 湖陵高校前 - 附属特別支援学校前 - 中ノ茶屋 - 末恒駅口 - 白兎養護学校
  - 土曜・休日運休。
- [47] 鳥取駅 - （若桜街道経由） - 県庁日赤前 - 湯所 - 相生町 - 安長 - 湖山駅前 - 鳥商前 - 湖山西 - 中ノ茶屋 - 〔県営住宅 → 美萩野団地 → 団地東〕 - 中ノ茶屋 - 末恒駅口 - 白兎養護学校
  - 土曜・休日運休。
- [47H] 鳥取駅 - （若桜街道経由） - 県庁日赤前 - 湯所 - 相生町 - 安長 - 湖山駅前 - 鳥商前 - 湖山西 - 鳥取医療センター - 中ノ茶屋 - 〔県営住宅 → 美萩野団地 → 団地東〕 - 中ノ茶屋 - 末恒駅口 - 白兎養護学校
  - 土曜・休日運休。
- [41] 鳥取駅 - （若桜街道経由） - 県庁日赤前 - 湯所 - 相生町 - 安長 - 湖山駅前 - 鳥商前 - 湖山西 - 中ノ茶屋 - 末恒駅口 - （白兎養護学校） - 白兎神社前 - 宝木 - 矢口 - 気高中学校前 - 浜村温泉 - 浜村駅 - 重山 - 今市 - 山紫苑前 - 鹿野温泉病院 - 今町 - 鹿野営業所
- [41H] 鳥取駅 - （若桜街道経由） - 県庁日赤前 - 湯所 - 相生町 - 安長 - 湖山駅前 - 鳥商前 - 湖山西 - 鳥取医療センター - 中ノ茶屋 - 末恒駅口 - （白兎養護学校） - 白兎神社前 - 宝木 - 矢口 - 気高中学校前 - 浜村温泉 - 浜村駅 - 重山 - 今市 - 山紫苑前 - 鹿野温泉病院 - 今町 - 鹿野営業所
- [41Z] 鳥取駅 - （若桜街道経由） - 県庁日赤前 - 湯所 - 相生町 - 東秋里 - 中央病院 - 中央病院口 - 安長 - 湖山駅前 - 鳥商前 - 湖山西 - 鳥取医療センター - 中ノ茶屋 - 末恒駅口 - 白兎神社前 - 宝木 - 矢口 - 気高中学校前 - 浜村温泉 - 浜村駅 - 重山 - 今市 - 山紫苑前 - 鹿野温泉病院 - 今町 - 鹿野営業所
  - 浜村駅で鳥取市青谷バス（予約制乗合バス（自家用自動車（白ナンバー）による有償運送））の [A5] 浜村駅 - 北浜 - 船磯 - 本町 - 青谷駅線（1日1往復のみ。土曜・休日運休）に接続。
- [57]（左回り）/[58]（右回り） 鳥取駅 - 古海 - 高草中学校前 - 徳尾 - 布勢 - 公園前（湖山池ナチュラルガーデン前） - 鳥大附属校 - 鳥取大学前 - 鳥商前 - 布勢 - 徳尾 - 高草中学校前 - 古海 - 鳥取駅（循環）
- [58X] 鳥取駅 - （国体道路経由ノンストップ） - 公園前（湖山池ナチュラルガーデン前） - 鳥大附属校
  - 土曜・休日運休。
- [59] 鳥取駅 → 古海 → 高草中学校前 → 徳尾 → 布勢 → 鳥商前 → 湖山西 → 附属特別支援学校前 → （国道9号鳥取バイパス経由ノンストップ） → 末恒駅口 → 白兎養護学校 → 末恒駅口 → 中ノ茶屋 → 附属特別支援学校前 → 湖陵高校前 → 鳥商前 → 布勢 → 徳尾 → 高草中学校前 → 古海 → 鳥取駅（循環）
  - 土曜・休日運休。
- [51]・[L51]・[51L] 鳥取駅 - （（若桜街道経由） - 県庁日赤前 - （智頭街道経由）） - 古海 - 高草中学校前 - 徳尾 - 布勢 - 倉見 - 良田 - 松原 - 湖南学園前 - 吉岡温泉
- [50]・[L50]・[50L] 鳥取駅 - （（若桜街道経由） - 県庁日赤前 - （智頭街道経由）） - 古海 - 高草中学校前 - 徳尾 - 布勢 - 倉見 - 良田 - 松原 - 湖南学園前 - 吉岡温泉 - 矢矯
  - 上記2路線は吉岡温泉で日ノ丸ハイヤーの湖南学園前 - 吉岡温泉 - 洞谷線（予約制乗合タクシー）に接続。
- [53]・[53L]  鳥取駅 - 古海 - 高草中学校前 - 徳尾 - 上上原 - 明治小学校前 - 河内車庫
- [54]・[54L]　鳥取駅 - 古海 - 高草中学校前 - 徳尾 - 上上原 - 明治小学校前 - 河内車庫 （- 安蔵）
  - 河内車庫 - 安蔵間は、デマンドバス（予約制）。
- [55] 鳥取駅 - 古海 - 学校前（大正小学校） - 今在家 - 高路
- [55] 鳥取駅 - 古海 - 高草中学校前 - 今在家 - 高路
- [56M] 鳥取駅 - 古海 - 東郷口 - 美穂公民館前 - 江山学園前 - 長谷 - 鳥取南
- [56M] 鳥取駅 - 古海 - 学校前（大正小学校） - 美穂公民館前 - 江山学園前 - 長谷 - 鳥取南
  - 上記2路線は鳥取南で日ノ丸ハイヤーの鳥取南 - 岩坪線（予約制乗合タクシー）に接続。
- [56] 鳥取駅 - 古海 - 東郷口 - 美穂公民館前 - 江山学園前 - 長谷 - 鳥取南 - 岩坪
  - 土曜・休日運休。
  - 鳥取南 - 岩坪間は日ノ丸ハイヤー（乗合タクシー（緑ナンバー））と共同運行（平日朝の鳥取駅行き1本と平日夕方の岩坪行き1本のみ乗合バス、それ以外は乗合タクシーによる運行、土曜・休日は全便乗合タクシーによる運行）。
- [00] 鳥取駅 - （国体道路経由ノンストップ） - 日ノ丸本社前
- [85]・[R85]・[85L] 鳥取駅 - （（智頭街道経由） - 県庁日赤前 - （若桜街道経由）） - 生協病院前 - 内吉方 - 立川大橋 - 緑町 - 岩倉 - 稲葉ヶ丘
- [80]・[R80]・[80L] 鳥取駅 - （（智頭街道経由） - 県庁日赤前 - （若桜街道経由）） - 生協病院前 - 内吉方 - 立川大橋 - 緑町 - 岩倉 - 町屋 - 因幡万葉歴史館入口 - 谷村 - 中河原 - 山崎橋
- [81]・[R81]・[81L] 鳥取駅 - （（智頭街道経由） - 県庁日赤前 - （若桜街道経由）） - 生協病院前 - 内吉方 - 立川大橋 - 緑町 - 岩倉 - 中郷 - 因幡万葉歴史館 - 因幡万葉歴史館入口 - 谷村 - 中河原 - 山崎橋
- [82]・[R82]・[82L] 鳥取駅 - （（智頭街道経由） - 県庁日赤前 - （若桜街道経由）） - 生協病院前 - 内吉方 - 立川大橋 - 緑町 - 岩倉 - 中郷 - 因幡万葉歴史館 - 因幡万葉歴史館入口 - 高岡 - 谷村 - 中河原 - 山崎橋
- [83]・[R83]・[83L] 鳥取駅 - （（智頭街道経由） - 県庁日赤前 - （若桜街道経由）） - 生協病院前 - 内吉方 - 立川大橋 - 緑町 - 岩倉 - 町屋 - 因幡万葉歴史館入口 - 高岡 - 谷村 - 中河原 - 山崎橋
- [84]・[R84]・[84L] 鳥取駅 - （（智頭街道経由） - 県庁日赤前 - （若桜街道経由）） - 生協病院前 - 内吉方 - 立川大橋 - 緑町 - 岩倉 - 稲葉ヶ丘 - 岩倉 - 町屋 - 因幡万葉歴史館入口 - 谷村 - 中河原 - 山崎橋
  - 上記5路線は中河原または山崎橋で日ノ丸ハイヤーの中河原 - 上地線および中河原 - 山崎橋 - 雨滝線（予約制乗合タクシー）に接続。因幡万葉歴史館経由の2路線は因幡万葉歴史館でサービスタクシーの因幡万葉歴史館 - 三代寺 - 広西線（予約制乗合タクシー）に接続。
- [87] 鳥取駅 - 生協病院前 - 内吉方 - 立川大橋 - 緑町 - 信号所前 - 百谷 - 百谷公民館
- [87] 鳥取駅 - 生協病院前 - 内吉方 - 立川大橋 - 稲葉山小学校前 - 信号所前 - 百谷 - 百谷公民館
  - 土曜・休日運休。
- [94] 鳥取駅 - 吉成 - 南吉成 - 国安 - 鳥取南 - 河原口 - 河原 - 福和田 - 鷹狩駅前 - 用瀬駅前 - 用瀬
  - 快速便。
- [93] 鳥取駅 - 吉成 - 南吉成 - 国安 - 西円通寺 - 河原口 - 河原 - 福和田 - 鷹狩駅前 - 用瀬駅前 - 用瀬
- [93] 鳥取駅 - 生協病院前 - 東富安 - 南吉成 - 国安 - 西円通寺 - 河原口 - 河原 - 福和田 - 鷹狩駅前 - 用瀬駅前 - 用瀬
- [93H] 鳥取駅 - 吉成 - 南吉成 - 市立病院 - 国安 - 西円通寺 - 河原口 - 河原 - 福和田 - 鷹狩駅前 - 用瀬駅前 - 用瀬
  - 上記3路線は普通便。
- [91] 鳥取駅 - 吉成 - 南吉成 - 国安 - 西円通寺 - 河原口 - 河原 - 福和田 - 鷹狩駅前 - 用瀬駅前 - 用瀬 - 用瀬小運動公園前 - 社 - 市ノ瀬 - 京橋 - 智頭駅前
- [91H] 鳥取駅 - 吉成 - 南吉成 - 市立病院 - 国安 - 西円通寺 - 河原口 - 河原 - 福和田 - 鷹狩駅前 - 用瀬駅前 - 用瀬 - 用瀬小運動公園前 - 社 - 市ノ瀬 - 京橋 - 智頭駅前
  - 上記2路線は普通便。

鳥取市南部地域（ゾーンバス）
定期券・回数券は日ノ丸ハイヤー（乗合タクシー（緑ナンバー））・さんき楽楽バス・さじ未来号・いきいき社バス（乗合タクシー（自家用自動車（白ナンバー）による有償運送））にも利用可能。
- [K1] （エスマート -） 河原口 - 河原 - 中井農協前 - （神馬 - （上神馬） - 神馬） - 北村
  - 日ノ丸ハイヤー（乗合タクシー（緑ナンバー））と共同運行（平日の鳥取市立河原第一小学校・鳥取市立西郷小学校の通学便のみ乗合バス、それ以外は乗合タクシーによる運行、土曜・休日は全便乗合タクシーによる運行）。神馬 - 上神馬間は、予約制。
  - エスマート - 河原口間（日ノ丸ハイヤー運行便のみ）は土曜・休日運休。
  - かつては日ノ丸ハイヤー・大森タクシー→日ノ丸ハイヤー・鳥取市南部支線バス（いずれも乗合タクシー）と共同運行だった。
- [K2] （エスマート -） 河原口 - 河原 - 佐貫 - （和奈見） - 佐貫 - （山上） - 小倉
  - さんき楽楽バス（乗合タクシー（自家用自動車（白ナンバー）による有償運送））と共同運行（平日の鳥取市立河原第一小学校・鳥取市立散岐小学校の通学便のみ乗合バス、それ以外は乗合タクシーによる運行、土曜・休日は全便運休）。
  - 土曜・休日運休。
  - 佐貫でさんき楽楽バス（乗合タクシー（自家用自動車（白ナンバー）による有償運送））の [K3] 佐貫 - 和奈見線（鳥取市立散岐小学校の通学便のみ運行。土曜・休日運休。）に接続。
  - かつては日ノ丸ハイヤー・大森タクシー→鳥取市南部支線バス（いずれも乗合タクシー）と共同運行だった。
- [M1] 用瀬駅前 - 用瀬 - 古市 - 佐治町総合支所前 - 加茂 - 余戸 - 尾際 - 栃原
  - さじ未来号（乗合タクシー（自家用自動車（白ナンバー）による有償運送））と共同運行（平日は乗合バス・乗合タクシーによる運行、土曜・休日は全便乗合タクシーによる運行）。
  - かつては大森タクシー→鳥取市南部支線バス（いずれも乗合タクシー）と共同運行だった。
- [M2] 用瀬駅前 - 用瀬 - 用瀬小運動公園前 - 社 - 江波
- [M2]→[M3]（赤波行き）/[M3]→[M2]（江波行き） 赤波 - （大村地区）公民館前 - 鷹狩駅前（江波行きのみ停車） - 用瀬駅前 - 用瀬 - 用瀬小運動公園前 - 社 - 江波
- [M3] 赤波 - （大村地区）公民館前 - 鷹狩駅前（用瀬駅前・用瀬小運動公園前行きのみ停車） - 用瀬駅前 - 用瀬 - 用瀬小運動公園前
  - 上記3路線はいきいき社バス（乗合タクシー（自家用自動車（白ナンバー）による有償運送））と共同運行（平日は乗合バス・乗合タクシーによる運行、土曜は全便乗合タクシーによる運行、休日は全便運休）。休日運休。
  - かつては大森タクシー→鳥取市南部支線バス（いずれも乗合タクシー）と共同運行だった。

鳥取市西部地域
- [41] 浜村駅 - 重山 - （今市 - 山紫苑前 - 鹿野温泉病院） - 今町 - 鹿野営業所
  - 鳥取市立鹿野学園の通学便のみ運行。土曜・休日運休。

#### 中部（倉吉地区）
原則として全便スロープ付き車両（ノンステップバス・ワンステップバス）で運行。
2018年より路線番号（行先番号）を表示している。1桁が倉吉駅方面、10番台が倉吉市（倉吉市中心部・西倉吉）方面、70番台が三朝町方面、80番台が北栄町（旧大栄町）・琴浦町（旧東伯町・旧赤碕町）方面、90番台が倉吉市（北谷・高城）方面となる（20番台・30番台・40番台・50番台・60番台は日本交通が使用）。ただし、2019年10月1日に運行を開始した倉吉総合産業高校線のみ路線番号（行先番号）が表示されていない。
- [0]（上り）/[10]（下り） 倉吉駅 - 八ツ屋 - 厚生病院前 - 倉吉パークスクエア北口 - 赤瓦・白壁土蔵 - 西倉吉
- [0]（上り）/[10]（下り） 倉吉駅 - 八ツ屋 - 厚生病院正面玄関前 - 倉吉パークスクエア - 市役所・打吹公園入口 - 西倉吉

以上は日本交通と共同運行。
- [0]（上り）/[11]（下り） 倉吉駅 - 八ツ屋 - 厚生病院前 - 倉吉パークスクエア北口 - 赤瓦・白壁土蔵 - 西倉吉 - 工業団地入口 - 国府 - 倉吉農高
- [0]（上り）/[11]（下り） （海田日ノ丸車庫（構内） -） 倉吉駅 - 八ツ屋 - 厚生病院正面玄関前 - 倉吉パークスクエア - 赤瓦・白壁土蔵 - 西倉吉 - 工業団地入口 - 国府 - 倉吉農高
- [0]（上り）/[11]（下り） 倉吉駅 - 八ツ屋 - 厚生病院正面玄関前 - 倉吉パークスクエア - 赤瓦・白壁土蔵 - 西倉吉 - 工業団地東 - 工業団地西 - 国府 - 倉吉農高
- [0]（上り）/[12]（下り） 海田日ノ丸車庫（構内） - 倉吉駅 - 八ツ屋 - 厚生病院正面玄関前 - 倉吉パークスクエア - 市役所・打吹公園入口 - 西倉吉 - JA久米支所前 - 横田 - 久米中学校
  - 土曜・休日運休。JA久米支所前（下りのみ）または横田（上りのみ）で日ノ丸ハイヤーの北谷地区・高城地区予約型乗合タクシー[16]（予約制乗合タクシー、平日昼間のみ運行）に接続。
- [0]（上り）/[92]（下り） 倉吉駅 - 八ツ屋 - 厚生病院前 - 倉吉パークスクエア北口 - 赤瓦・白壁土蔵 - 西倉吉 - 倉吉選果場前 - JA久米支所前 - 横田 - 福本 - 沢谷 - 中野上
- [0]（上り）/[92]（下り） 倉吉駅 - 八ツ屋 - 厚生病院前 - 倉吉パークスクエア北口 - 赤瓦・白壁土蔵 - 西倉吉 - 工業団地入口 - 国府 - 国分寺 - JA久米支所前 - 横田 - 福本 - 沢谷 - 中野上
- [0]（上り）/[92]（下り） 倉吉駅 - 八ツ屋 - 厚生病院前 - 倉吉パークスクエア北口 - 赤瓦・白壁土蔵 - 西倉吉 - 工業団地東 - 工業団地西 - 国府 - 国分寺 - JA久米支所前 - 横田 - 福本 - 沢谷 - 中野上
- [0]（上り）/[93]（下り） （海田日ノ丸車庫（構内） -） 倉吉駅 - 八ツ屋 - 厚生病院前 - 倉吉パークスクエア北口 - 赤瓦・白壁土蔵 - 西倉吉 - 倉吉選果場前 - JA久米支所前 - 横田 - 福本 - 沢谷 - 中野上- 大河内
- [0]（上り）/[93]（下り） （海田日ノ丸車庫（構内） -） 倉吉駅 - 八ツ屋 - 厚生病院前 - 倉吉パークスクエア北口 - 赤瓦・白壁土蔵 - 西倉吉 - 工業団地入口 - 国府 - 国分寺 - JA久米支所前 - 横田 - 福本 - 沢谷 - 中野上 - 大河内
- [0]（上り）/[90]（下り） （海田日ノ丸車庫（構内） -） 倉吉駅 - 八ツ屋 - 厚生病院前 - 倉吉パークスクエア北口 - 赤瓦・白壁土蔵 - 西倉吉 - 倉吉選果場前 - JA久米支所前 - 横田 - 上福田 - 高城小学校前 - （桜） - 大立
- [0]（上り）/[91]（下り） （海田日ノ丸車庫（構内） -） 倉吉駅 - 八ツ屋 - 厚生病院前 - 倉吉パークスクエア北口 - 赤瓦・白壁土蔵 - 西倉吉 - 倉吉選果場前 - JA久米支所前 - 横田 - 上福田 - 高城小学校前 - 桜
- [0]（上り）/[91]（下り） （海田日ノ丸車庫（構内） -） 倉吉駅 - 八ツ屋 - 厚生病院正面玄関前 - 倉吉パークスクエア - 市役所・打吹公園入口 - 西倉吉 - 倉吉選果場前 - JA久米支所前 - 横田 - 上福田 - 高城小学校前 - 桜
- [0]（上り）/[81]（下り） 倉吉駅 - 八ツ屋 - 厚生病院前 - 倉吉パークスクエア北口 - 赤瓦・白壁土蔵 - 馬場町 - 穴沢 - 津原 - 西亀谷
- [0]（上り）/[80]（下り） 倉吉駅 - 八ツ屋 - 厚生病院前 - 倉吉パークスクエア北口 - 赤瓦・白壁土蔵 - 新町 - 出口 - 定光寺入口 - 穴沢 - 六尾 - 由良駅入口 - 二軒屋 -浦安駅 - 八橋駅前 - 赤碕港入口 - 赤碕駅
- [0]（上り）/[80]（下り） 倉吉駅 - 八ツ屋 - 厚生病院前 - 倉吉パークスクエア北口 - 赤瓦・白壁土蔵 - 新町 - 福吉町 - 西倉吉 - 福守町北 - 定光寺入口 - 穴沢 - 六尾 -（青山剛昌ふるさと館）- 由良駅入口 - 二軒屋 - 浦安駅 - 八橋駅前 - 赤碕港入口 - 赤碕駅
- [0]（上り）/[70]（下り） 倉吉駅 - 八ツ屋 - 倉吉東高前 - 円谷 - 三朝町役場前（県道21号） - 岡大惑星物質研究所前 - 三朝温泉
- [0]（上り）/[70]（下り） 倉吉駅 - 八ツ屋 - 厚生病院正面玄関前 - 円谷 - 三朝町役場前（県道21号） - 岡大惑星物質研究所前 - 三朝温泉
- [0]（上り）/[71]（下り） 倉吉駅 - 八ツ屋 - 竹田橋 - 三朝町役場前（県道21号） - 岡大惑星物質研究所前 - 三朝温泉 - 三朝車庫 - 三徳山駐車場
- [0]（上り）/[71]（下り） 倉吉駅 - 八ツ屋 - 倉吉東高前 - 円谷 - 三朝町役場前（県道21号） - 岡大惑星物質研究所前 - 三朝温泉 - 三朝車庫 - 三徳山駐車場 （- 上吉原）
  - 三徳山駐車場 - 上吉原間は、デマンドバス。
- [10]（上り）/[72]（下り） 生田車庫（構内） - 西倉吉町 - 西倉吉 - 赤瓦・白壁土蔵 - 駄経寺 - 円谷 - 三朝町役場前（県道21号） - 岡大惑星物質研究所前 - 三朝温泉 - 三朝車庫
- [10]（上り）/[73]（下り） 生田車庫（構内） - 西倉吉町 - 西倉吉 - 赤瓦・白壁土蔵 - 倉吉パークスクエア北口 - 厚生病院前 - 竹田橋 - 三朝町役場前（県道21号） - 岡大惑星物質研究所前 - 三朝温泉 - 三朝車庫 - 西小鹿 （- 神倉）
  - 西小鹿 - 神倉間は、デマンドバス。
- [0]（上り）/（[75]（下り）） 海田日ノ丸車庫（構内） - 倉吉駅 - 八ツ屋 - 竹田橋 - 三朝町役場内（構内） - 三朝小学校前 - 本泉 - 小河内 - 実光
  - 土曜・休日運休。2021年10月1日から平日朝の上り1便のみの運行となり、その他の便はみささサンサンバスによる運行となった。
- （[0]（上り））/[74]（下り） 海田日ノ丸車庫（構内） - 倉吉駅 - 八ツ屋 - 竹田橋 - 三朝町役場内（構内） - 三朝小学校前 - 本泉 - 恩地 - 穴鴨公会堂前 （- 木地山）
  - 土曜・休日運休。穴鴨公会堂前 - 木地山間は、デマンドバス。2021年10月1日から平日夕方の下り1便のみの運行となり、その他の便はみささサンサンバスによる運行となった。
- [0]（上り）/[74]（下り） 三朝町役場内（構内） - 三朝小学校前 - 本泉 - 恩地 - 穴鴨公会堂前 （- （上西谷上） - 穴鴨公会堂前 - 木地山）
  - 穴鴨公会堂前 - 木地山間は、デマンドバス。2021年10月1日から朝の上り・夕方の下り各1便のみの運行となり、その他の便はみささサンサンバスによる運行となった。
- （[0]（上り））/[74]（下り） 三朝町役場内（構内） - 三朝小学校前 - 本泉 - 恩地 - 穴鴨公会堂前 （- 上西谷上 - 下畑）
  - 土曜・休日運休。穴鴨公会堂前 - 上西谷上 - 下畑間は、デマンドバス。2021年10月1日から平日夕方の下り1便のみの運行となり、その他の便はみささサンサンバスによる運行となった。
- [0]（上り）/（[74]（下り）） 三朝町役場前（県道21号） - 運動場前 - 本泉上 - 恩地 - 穴鴨公会堂前 （- 上西谷上 - 下畑）
  - 土曜・休日運休。穴鴨公会堂前 - 上西谷上 - 下畑間は、デマンドバス。2021年10月1日から平日朝の上り1便のみの運行となり、その他の便はみささサンサンバスによる運行となった。
- [0]（上り）/[なし]（下り） 倉吉駅 - （ノンストップ） - 倉吉総合産業高校（構内）
  - 土曜・休日運休。実質的にはスクールバスであるが、一般客の利用も可能。

#### 西部（米子地区）
原則として全便スロープ付き車両（ノンステップバス・ワンステップバス）で運行。
2020年4月1日より路線番号を導入した。これに伴い、米子駅バスターミナルののりばが一部変更され、路線番号の十の位は同日以降ののりば番号と連動している。
- [55]（左回り）/ [22]（右回り）米子駅 - 東町 - 髙島屋・公会堂前 - 天満屋前 - 上福原 - リビンズ山根前 - 皆生温泉観光センター - 労災病院 - イオン西館 - イオン東館 - 日吉津村役場 - 伯耆大山駅 - 日野橋東詰 - 米子医療センター - 車尾交差点前 - 東福原 - 髙島屋・公会堂前 - 東町 - 米子駅（まいにちループ）
  - [22]（右回り）は日ノ丸自動車、[55]（左回り）は日本交通の担当。
- [  ]（上り）/[21]（下り） 米子駅 - 東町 - 髙島屋・公会堂前 - 天満屋前 - 上福原 - リビンズ山根前 - 皆生温泉観光センター
- [  ]（上り）/[24]（下り） 米子駅 - 東町 - 髙島屋・公会堂前 - 天満屋前 - 上福原 - リビンズ山根前 - 皆生温泉観光センター - 新開 - 西部消防局前（全便日ノ丸自動車の担当）
- [  ]（上り）/[23]（下り） 米子駅 - 東町 - 髙島屋・公会堂前 - 天満屋前 - 上福原 - リビンズ山根前 - 皆生温泉観光センター - イオン西館 - イオン東館
- [  ]（上り）/[38]（下り） 米子駅 - 東町 - 髙島屋・公会堂前 - 天満屋前 - 上福原 - リビンズ山根前 - 米子産業体育館
- [  ]（上り）/[32]（下り） 米子駅 - 東町 - 髙島屋・公会堂前 - 天満屋前 - 上福原 - 皆生四軒屋公園前 - 労災病院（全便日本交通の担当）
- [  ]（上り）/[33]（下り） 米子駅 - 東町 - 髙島屋・公会堂前 - 天満屋前 - 上福原 - 皆生四軒屋公園前 - 労災病院 - イオン西館 - イオン東館（全便日本交通の担当）

以上は日本交通と共同運行（全便日本交通の担当となる路線についても定期券は共同運行扱い。）。
- [  ]（上り）/[41]（下り） 米子駅 - 東町 - 髙島屋・公会堂前 - 後藤ヶ丘中学校前 - 上河崎 - 弓ヶ浜駅入口 - 大篠津農協前 - 竹内 - 境港駅
- [  ]（上り）/[40]（下り） 米子駅 - 東町 - 髙島屋・公会堂前 - 後藤ヶ丘中学校前 - 上河崎 - 弓ヶ浜駅入口 - 大篠津農協前 - 米子鬼太郎空港
- [  ]（上り）/（[48]（下り）） 大学病院（構内） - 医大前（県道47号） - 賀茂神社前 - 東町 - 米子駅
  - 土曜・休日運休。米子駅行きのみ運行。
- [  ]（上り）/[45]（下り） （大学病院（構内） - 医大前（県道47号） - 賀茂神社前 - 東町 -） 米子駅 - 東町 - 髙島屋・公会堂前 - 後藤駅入口 - 旗ヶ崎 - 粟島神社前 - 河崎南 - 県営住宅前 - 乗越 - 中彦名 - 中大崎 - 下葭津 - 美保中学校 - 体育館前
  - 大学病院 - 米子駅間は土曜・休日運休。
- [  ]（上り）/[46]（下り） （大学病院（構内） - 医大前（県道47号） - 賀茂神社前 - 東町 -） 米子駅 - 東町 - 髙島屋・公会堂前 - 後藤駅入口 - 旗ヶ崎 - 粟島神社前 - 河崎南 - 〔北斗学校前 → 高専前 → 中彦名 → 乗越 → 県営住宅前〕
  - 土曜・休日運休。
- [  ]（上り）/[47]（下り） 米子駅 - 東町 - 賀茂神社前 - 医大前（県道47号） - 処理場前 - 河崎南 - 北斗学校前 - 高専前 - 上河崎 - 後藤ヶ丘中学校前 - 髙島屋・公会堂前 - 東町 - 米子駅（循環）
  - 土曜・休日運休。上記は右回り。左回りは文末方向から順番にとまる。
- [01]（上り）/[71]（下り）祇園町車庫（構内） - 米子城入口 - 髙島屋・公会堂前 - 米子駅 - 奥谷 - 石井 - 米子ニュータウン - 上阿賀 - 法勝寺中 - 下鴨部日ノ丸車庫
- [02]（上り）/[71]（下り）〔錦海町一丁目 → ふれあい橋〕 - 錦海団地東入口 - 米子城入口 - 髙島屋・公会堂前 - 米子駅 - 奥谷 - 石井 - 米子ニュータウン - 上阿賀 - 法勝寺中 - 下鴨部日ノ丸車庫
- [02] 金山 → 東長田郵便局前 → 法勝寺中 → 上阿賀 → 米子ニュータウン → 石井 → 奥谷 → 米子駅 → 髙島屋・公会堂前 → 米子城入口 → 錦海団地東入口 → 錦海町一丁目 → ふれあい橋
  - 土曜・休日運休。2018年10月1日から平日朝の金山発ふれあい橋行き1便のみの運行となり、その他の便は南部町ふれあいバスによる運行となった。
- [01]（上り）/[72]（下り）祇園町車庫（構内） - 米子城入口 - 髙島屋・公会堂前 - 米子駅 - 奥谷 - 石井 - 榎原 - 大袋 - 上阿賀 - 法勝寺中 - 下鴨部日ノ丸車庫 （← 上長田車庫 ← 大木屋）
  - 2018年10月1日から下鴨部日ノ丸車庫 - 大木屋間は平日朝の大木屋発祇園町車庫（構内）行き1便のみの運行となり、その他の便は南部町ふれあいバスによる運行となった。
- [76]→[01] 祇園町車庫（構内） → 米子城入口 → 髙島屋・公会堂前 → 米子駅 → 奥谷 → 石井 → 榎原 → 大袋 → 茶屋 → 米子高校 → 奥谷 → 米子駅 → 髙島屋・公会堂前 → 米子城入口 → 祇園町車庫（構内）
  - 左回りのみ運行。
- [77]→[  ]（左回り）/[66]→[01]（右回り） 米子駅 - 東町 - 髙島屋・公会堂前 - 昭和町 - 日原 - 永江団地入口 - 永江団地 - 新青木橋 - 米子高校 - 奥谷 - 米子駅 - 髙島屋・公会堂前 - 米子城入口 - 祇園町車庫（構内）（循環）
  - 上記は右回り。左回りは文末方向から順番にとまる。
- [  ]（上り）/[01]（下り） 米子駅 - 髙島屋・公会堂前 - 米子城入口 - 祇園町車庫（構内）
- [  ]（上り）/[02]（下り） 米子駅 - 髙島屋・公会堂前 - 米子城入口 - 錦海団地東入口 - 〔錦海町一丁目 → ふれあい橋〕
- [  ]（上り）/[67]（下り） 米子駅 - 東町 - 髙島屋・公会堂前 - 昭和町 - 日原 - 茶屋 - 〔米子高校〕 - 大袋橋 - 手間 - 朝金 - 御内谷
  - 7:52米子駅発御内谷行きは、米子高校経由。
- [  ]（上り）/[65]（下り） 米子駅 - 東町 - 髙島屋・公会堂前 - 昭和町 - 日原 - 永江団地入口 - 永江団地 - 茶屋 - 〔作業場前 → 岩屋谷〕
- [  ]（上り）/[61]（下り） 米子駅 - 東町 - 髙島屋・公会堂前 - 昭和町 - 日原 - 永江団地入口 - 永江団地 - 伯耆町役場前 - 溝口駅前 - 谷川（溝口）
- [  ]（上り）/[62]（下り） 米子駅 - 東町 - 髙島屋・公会堂前 - 昭和町 - 日原 - 永江団地入口 - 伯耆町役場前 - 溝口駅前 - 谷川（溝口） - 柿原尻 - 江府インター - 江尾駅 - 武庫 - 日野病院
- [  ]（上り）/[62]（下り） 米子駅 - 東町 - 髙島屋・公会堂前 - 昭和町 - 日原 - 永江団地入口 - 伯耆町役場前 - 溝口駅前 - 谷川（溝口） - 柿原尻 - 江府インター - 江尾 - 武庫 - 日野病院

### コミュニティバス（受託運行）

#### 緑ナンバー
- [01・02A・02B・03] くる梨（鳥取市）
- [09] ループ麒麟獅子（鳥取市）
- [11・12・13] だんだんバス（米子市）

#### 白ナンバー
- みささサンサンバス（三朝町） - 2021年10月1日から運行。
- 琴浦町営バス（琴浦町） - 2008年5月1日から自家用自動車による有償運送に移行。田中商店（ことうら交通）と共同受託。
- 南部町ふれあいバス（南部町） - 2008年4月1日から自家用自動車による有償運送に移行。
- 伯耆町型バス事業（伯耆町） - 2007年4月2日から自家用自動車による有償運送に移行。溝口タクシーと共同受託。

### 廃止路線
高速バス
- 米子 - 蒜山高原線〈中鉄バス（当時）〉
  - 1993年の夏季限定で運行された。
  - 米子駅 - 蒜山高原
- 倉吉 - 鳥取線
  - 2003年運行開始。2往復運行されていた。しかし、利用者の減少により、2004年に運行を終了した。
  - 倉吉市役所前 - 鳥取駅バスターミナル
- 米子 - 松江線
  - 2001年運行開始。当初は7往復運行され、米子駅 - 松江駅間を35分で結んでいた。また、他の高速バスとは異なり、松江市内のみの乗降も可能だった。しかし、利用者の減少により、3往復に減便された後、2003年に運行を終了した。その後、米子駅 - 松江駅間は2016年にオオクニヌシ号として復活するも、2019年に運行を終了した。
  - 皆生温泉観光センター・米子駅 - 松江駅 - 松江しんじ湖温泉駅
- オオクニヌシ号（鳥取 - 米子 - 松江 - 出雲線 → 鳥取 - 米子 - 松江線）<一畑バス>
  - 鳥取駅 - 米子駅 - 松江駅 - 出雲市駅（2016年3月16日 - 2017年8月3日）
  - 鳥取駅 - 米子駅 - 松江駅・松江しんじ湖温泉駅（2017年8月4日 - 2019年2月28日）
  - 2016年運行開始[6]。当初は鳥取駅 - 出雲市駅間の運行だった。その後、2017年に鳥取駅 - 松江駅・松江しんじ湖温泉駅間に短縮された。しかし、利用者の減少により、2019年に運行を終了した[8]。
- キャメル号（倉吉・鳥取 - 東京線）<日本交通・京浜急行バス>
  - 倉吉駅 - 品川バスターミナル
  - 1988年運行開始。2019新型コロナウイルス感染症の影響による利用客の減少により、2021年3月16日に廃止された[21][22]。
- キャメル号（米子 - 東京線）<日本交通・京浜急行バス>
  - 米子駅 - 品川バスターミナル
  - 1988年運行開始。2019新型コロナウイルス感染症の影響による利用客の減少により、2021年3月16日に廃止された[21][22]。
- 大山号（鳥取・倉吉・米子 - 福岡線）<日本交通>
  - 鳥取駅・米子駅 - 西鉄天神高速バスターミナル
  - 1991年運行開始。2019新型コロナウイルス感染症の影響による利用客の減少により、2023年1月8日に廃止された[23]。

空港連絡バス
- 鳥取・倉吉 - 米子空港（現・米子鬼太郎空港）線
  - アシアナ航空 (AAR)・全日本空輸 (ANA)の韓国・ソウル（仁川国際空港）便に接続する目的で運行されていた。一度中止となっていたが、路線再編の上で再開した。
  - 鳥取駅バスターミナル・倉吉駅 - 米子空港（現・米子鬼太郎空港）
- 鳥取・倉吉・米子 - 米子鬼太郎空港線<日本交通>
  - 鳥取駅・米子駅 - 米子鬼太郎空港
  - 倉吉駅 - 米子鬼太郎空港
    - 上記路線を再編して再開したが、運行を終了した。
- 三朝・倉吉 - 鳥取空港線
  - 三朝温泉・倉吉駅 - 鳥取空港
  - 2010年4月1日からグループの日ノ丸ハイヤーへ運行移管。

隠岐汽船連絡バス
- 米子 - 境港 - 七類線
  - [OK] 米子駅 - 米子鬼太郎空港 - 境港駅 - 七類港
    - 2024年1月5日をもって運行終了。境港駅と七類港の区間ははつみ交通に移管。

DBSクルーズフェリー接続バス
- 鳥取・倉吉・米子 - 境港国際旅客ターミナル線<日本交通>
  - 鳥取駅 - 境港国際旅客ターミナル
  - 倉吉駅・米子駅 - 境港国際旅客ターミナル
    - DBSクルーズフェリーの 韓国・東海 -  ロシア・ウラジオストク便に接続する目的で運行されていた。

特急・急行バス
- 姫路 - 鳥取線（後に高速バスへ移行、いったん廃止の後、現在は運行再開）
- 鳥取 - 大阪線
- 鳥取 - 米子線
- 皆生温泉 - 境港線
- 皆生温泉 - 松江城・小泉八雲記念館線

一般路線バス
- 鳥取駅 - 生協病院前 - 内吉方 - 立川大橋 - 岩倉 - ＜国府町総合支所前（現・町屋） - 因幡万葉歴史館入口/中郷 - 三代寺 - 広西＞ - 高岡口 - 高岡
- 鳥取駅 - 生協病院前 - 内吉方 - 立川大橋 - 信号所前 - 百谷 - 八重原 - 福部町総合支所前 - 左近
- 鳥取駅 - 県庁日赤前 - 湯所 - 相生町 - 中央病院 - 中央病院口 - 安長 - 湖山駅前 - 鳥商前 - 白兎神社前 - 宝木 - 矢口 - 気高中学校前 - 浜村温泉 - 浜村駅 - 北浜 - 船磯 - 本町 - 青谷駅
- 鳥取駅 - 古海 - 徳尾 - 布勢 - 倉見 - 良田 - 福井
- 鳥取駅 - 古海 - 徳尾 - 布勢 - 倉見 - 良田 - 御熊 - 上光 - 塚手 - 鹿野営業所 - 今町 - 今市 - 山紫苑前 - 鹿野温泉病院
- 鳥取駅 - 緑ヶ丘三丁目 - 工業団地中央（現・鳥取警察署入口） - 〔晩稲 → ジャスコ北店前（現・イオン鳥取北）〕（循環）
- 鳥取駅 - 緑ヶ丘三丁目 （- （ノンストップ） - 鳥取空港（現・鳥取砂丘コナン空港））
  - 緑ヶ丘三丁目発着便は、緑ヶ丘三丁目で折り返しができないため、緑ヶ丘三丁目 - （鳥取南バイパス・国体道路経由） - 日ノ丸本社前間を回送していた。
- [70]（当時） 鳥取駅 - 古海 - 東郷口 - 美穂公民館前 - 竹生（現・江山学園前） - 玉津 - 猪子 - 横枕 - 美穂公民館前 - 東郷口 - 古海 - 鳥取駅
  - 2019年3月31日に運行を終了した。大和地区まちづくり協議会が運行する大和ふれあいタクシー（乗合タクシー（自家用自動車（白ナンバー）による有償運送））に代替[24]。
- 鳥取駅 - ＜吉成 - 南吉成/生協病院前 - 東富安 - 大覚寺＞ - （市立病院） - 国安 - 円通寺 - 河原口 - 河原 - 中井農協前 - （神馬） - 北村
- 鳥取駅 - ＜吉成 - 南吉成/生協病院前 - 東富安 - 大覚寺＞ - （市立病院） - 国安 - 円通寺 - 河原口 - 河原 - 中佐貫 - （山上） - 小倉
  - 上記2路線はゾーンバス導入に伴い、2012年10月1日に河原口で系統分割された。
- 鳥取駅 - 吉成 - 南吉成 - 国安 - 円通寺 - 河原口 - 河原 - ＜福和田/中佐貫＞ - 鷹狩駅前 - 下町（現・用瀬駅前） - 用瀬 - 古市 - 佐治町総合支所前 - 加茂 - 余戸 - 尾際 - 栃原
  - ゾーンバス導入に伴い、2012年10月1日に用瀬で系統分割された。
- 宝木駅 - 瑞穂小学校 - 上宿 - 鹿野営業所
- 宝木駅 - 上光 - 塚手 - 鹿野営業所 - 今町 - 今市 - 山紫苑前 - 鹿野温泉病院
- 宝木駅 - 上光 - 塚手 - 鹿野営業所 - 小別所 - 鷲峰 - 河内
  - 上記2路線は2016年3月31日に運行を終了した[25]。鳥取市気高循環バスに移管[26]。
- 浜村駅 - 浜村小学校前 - 下原新田 - 船磯 - 本町 - 青谷駅
- （気高中学校 -） 浜村駅 - 八幡 - 睦逢 - 山ノ宮逢坂小学校 - 上殿 - 小別所 - 鷲峰 - 河内
- 青谷駅 - ＜青谷町総合支所/本町＞ - コクヨ青谷
- [A3] 青谷駅 - 青谷町総合支所 - （青谷小学校） - 青谷（海岸） - 長和瀬
  - 鳥取市立青谷小学校の通学便のみ運行。土曜・休日運休。
- [A2] 青谷小学校 - 青谷町総合支所 - （ノンストップ） - 善田 - 〔養郷 → 蔵内 → 大坪 → 奥崎上 → 養郷入口〕
  - 鳥取市立青谷小学校の通学便のみ運行。土曜・休日運休。
- [A2] （青谷小学校 - 青谷町総合支所 -） 青谷駅 - 青谷中学校前 - 平田前 - 善田 - 養郷入口 - 奥崎上 - 大坪 - 蔵内 - 山根 - 小畑上
  - 青谷小学校 - 青谷町総合支所 - 青谷駅間は土曜・休日運休。
- [A1] 青谷小学校 - 青谷町総合支所 - （ノンストップ） - 城山団地 - 栄町
  - 鳥取市立青谷小学校の通学便のみ運行。土曜・休日運休。
- [A1] （青谷小学校 - 青谷町総合支所 -） 青谷駅 - 青谷中学校前 - 谷田 - 城山団地 - 亀尻 - 紙屋 - 桑原
  - 青谷小学校 - 青谷町総合支所 - 青谷駅間は土曜・休日運休。
  - 上記5路線は2024年3月31日に運行を終了した。鳥取市青谷バス（旧：鳥取市絹見バス。ニュー青谷タクシー・翼運輸が受託運行）へ移行した[27][28][29][30]。
- 智頭駅前 - 山根 - 土師駅前（現・石田） - 那岐駅前 - 栃本 - 奥西宇塚（現・河津原）
- 智頭駅前 - 豊乗寺口 - 学校前 - 出合 - （波多） - 出合 - 宇波
- 智頭駅前 - 京橋（諏訪保育園前）（現・京橋） - 智頭小学校前 - 智頭中学校前 - 郷原 - 学校前 - 芦津 - 八河谷
- 智頭駅前 - 京橋（諏訪保育園前）（現・京橋） - 智頭小学校前 - 智頭中学校前 - 郷原 - 大内 - 中原 - （新田） - 中原 - 駒帰
  - 上記4路線は智頭町民すぎっ子バス（同社が受託運行・2023年3月31日をもって運行終了）へ移行した。
- [10]（上り）/[74]（下り） 生田車庫（構内） - 西倉吉町 - 西倉吉 - 赤瓦・白壁土蔵 - 倉吉パークスクエア北口 - 厚生病院前 - 竹田橋 - 三朝小学校前 - 本泉 - 恩地 - 穴鴨公会堂前 （- 木地山）
- [10]（上り）/[74]（下り） 生田車庫（構内） - 西倉吉町 - 西倉吉 - 赤瓦・白壁土蔵 - ＜倉吉パークスクエア北口 - 厚生病院前 - 竹田橋/駄経寺 - 円谷＞ - 三朝小学校前 - 本泉 - 恩地 - 穴鴨公会堂前 （- 上西谷上 - 下畑）
  - 上記2路線はみささサンサンバス（同社が受託運行）へ移行した。
- 倉吉駅 - 八ツ屋 - 倉吉パークスクエア北口 - 赤瓦・白壁土蔵 - 和田 - 穴沢 - 由良駅入口 - 浦安駅 - 八橋駅前 - 赤碕駅 - 赤碕中学校前 - 箆津 - 坂ノ上 - 金屋 - 赤坂 - 下市駅前 - 下市入口
- 台場公園 - 由良駅 - 亀谷 - 西高尾 - レークサイド大栄
- 塩津 - 中山口駅 - 石井垣 - 羽田井
- [  ]（上り）/[43]（下り） 米子駅 - 髙島屋前（現・髙島屋・公会堂前） - 加茂町（現・米子城入口）/久米町（現・米子城入口） - 祇園町日ノ丸前 - 陰田 - 吉佐 - 清水入口 - 島田 - 安来駅前 - 安来市役所前 - 安来警察署前 - 荒島駅前 - 渡橋 - 羽入 - 意東 - 出雲郷（あだかえ） - 東揖屋 - 竹矢 - 矢田 - 文化センター東入口 - 松江駅 - 県庁南入口 - 黒田町 - 松江営業所（黒田町車庫）
  - 全区間廃止に伴い、米子支店発行の島根県共通バスカードも販売終了・利用不可となった。現在は払い戻しも終了している。
- 皆生温泉観光センター → 米子駅 → 久米町（現・米子城入口） → 足立美術館
  - 皆生温泉観光センター・米子駅・久米町ともに乗車のみ。久米町まで乗客の人がいない場合は運行中止。
  - 2017年4月1日から1日1便運行されている足立美術館直行便で、2006年4月から2016年10月まで足立美術館が運行していた、皆生温泉 → 米子駅 → 足立美術館間の無料シャトルバスを、定期路線バス化したものである。

定期観光バス
- 大山山麓循環バス（大山るーぷバス）左回り
  - 皆生温泉観光センター・ANAクラウンプラザホテル米子・米子駅 - 大山パーキング入口 - 植田正治写真美術館 - 大山ガーデンプレイス - 〔桝水高原 → 大山寺 → 大山あけまの森ペンション村 → 大山フィールドアスレチック〕
  - 夏休み・紅葉シーズンは毎日、その他の期間は土曜・休日のみ運行。ただし、冬季及び6月上旬 - 7月中旬は運休。
  - 右回りは日本交通が運行していた。
  - 2019年より日本交通・スバル観光の2社共同運行となり、コースも変更された[31]。

コミュニティバス
- 伯耆町内循環バス（伯耆町） - 2007年4月2日から伯耆町型バス事業（自家用有償旅客運送）に移行。溝口タクシーと共同受託。
- 琴浦町内路線バス（琴浦町） - 琴浦町営バスの運行及び管理に関する条例が施行されたことに伴い、2008年5月1日から琴浦町営バス（自家用有償旅客運送）に移行、運行は引き続き受託。
- 湖山循環バス（鳥取市・実験運行）
  - 2009年10月1日運行開始。しかし、利用者が当初予定を下回ったため、2010年9月30日に運行を終了した。
    - 回数券は使用可能だが、定期券は使用できなかった。

  - （とっとり出合いの森 - 東桂見 -） コカ・コーラウエストスポーツパーク - 湖山駅 - 鳥商前 - 〔湖陵高校前 → 湖山町西二丁目〕（循環）
- 駅北循環バス（倉吉市・実験運行）〈日本交通〉
  - 倉吉駅 - 新あじそうパープル店前 - 〔清谷町東 → いない羽合店前 → 信生病院前〕
  - 2011年10月1日運行開始。2012年10月1日から日本交通の単独運行となり、2013年3月31日に運行を終了した[32]。
    - 左回りのみ運行。現金・専用回数券・一日乗車券のみ使用可能。
- 智頭町民すぎっ子バス（智頭町） - 2023年3月31日をもって運行を終了した[33]。

### 特定輸送バス（受託運行）

#### 緑ナンバー
- 米子駅（だんだん広場前） - ウインズ米子（無料シャトルバス）
  - 競馬開催日のみ運行。2019年6月1日から無料化された[34]。
- 赤碕分庁舎 - 鳥取県立倉吉養護学校（スクールバス・琴浦コース）

#### 白ナンバー
- 智頭町立ちづ保育園・智頭町立智頭小学校・智頭町立智頭中学校（スクールバス）
  - 小学校前 → ちづ保育園 → 石田 → 那岐駅前 → 栃本 → 河津原（ちづ保育園・智頭小学校の降園・下校便）
  - 河津原 → 栃本 → 那岐駅前 → 石田 → 小学校前 → ちづ保育園（ちづ保育園・智頭小学校の登園・登校便）
  - 中学校前 - 石田 - 那岐駅前 - 栃本 - 河津原（智頭中学校の登下校便）
  - 小学校前 - 石田 - 那岐駅前 - 栃本（智頭小学校の登下校便）
  - 小学校前 → 中学校前 → ちづ保育園 → 新見 → 出合 → 波多下 → 波多 → 波多下 → 出合 → 宇波（降園・下校便）
  - 波多 → 波多下 → 出合 → 宇波 → 出合 → 新見 → 小学校前 → 中学校前 → ちづ保育園（登園・登校便）
  - 小学校前 - 中学校前 - ちづ保育園 - 郷原 - 芦津 - 倉谷 - 芦津 - 八河谷
  - 小学校前 - 中学校前 - ちづ保育園 - 郷原 - 大内 - 中原 - 新田 - 中原 - 福原 - 駒帰
    - 智頭町民すぎっ子バスの運行終了に伴い、その車両を転用し、2023年4月1日運行開始[35]。

## 企画旅行商品

### ツアーバス
貸切観光バス運行なので定期的な運用はない。
- 三朝温泉周辺観光めぐりルンルンバス
  - 三朝温泉 → 倉吉駅
    - 冬季（2008年1月7日 - 3月16日）のみ運行。

## 鉄道
- 法勝寺電鉄線（米子市 - 法勝寺、1967年廃止）

## 車両
グループに日ノ丸総本社（日野自動車の販売代理店）があるため、日野製が多い。ヒュンダイ・ユニバース、トヨタ・ハイエースも所有する。

## 関連会社
連結子会社は日ノ丸観光トラベル、持分法子会社:鳥取バスターミナル 位しかなく、ほとんどの関連会社は創業者や株主が共通している企業で構成されている。
主要17社で佳友倶楽部という親睦組織を形成している。
- 日ノ丸ハイヤー
- 日ノ丸西濃運輸（かつて日ノ丸トラックと称したがその後西濃運輸グループ入りした）
- 日ノ丸総本社（日野自動車の販売代理店で筆頭株主）
- 日ノ丸観光（ホテルニューオータニ鳥取を運営している会社）
- 丸由
- 鳥取キャリアサービス
- 日ノ丸観光トラベル(公式HP)
- 日ノ丸産業（ENEOS（旧・三菱石油）の系列販売店）
- 日本海テレビジョン放送（鳥取県および島根県を放送対象地域とする日本テレビ系列 (NNN・NNS) のテレビ局）
- 株式会社鳥取空港ビルサービス（鳥取空港消防業務及び空港維持管理業務）
- 大和建設株式会社
- 株式会社鳥取砂丘会館